# Neottia formosana
Neottia formosana là một loài thực vật có hoa trong họ Lan. Loài này được X.Qi Chen, S.W. Gale & P.J. Cribb mô tả khoa học đầu tiên năm 2009.